# Kawhi Leonard
Kawhi Anthony Leonard (* 29. června 1991 Los Angeles) je americký basketbalista. Hraje profesionální National Basketball Association za klub Los Angeles Clippers na pozici podkošového křídla.
Hrál na střední škole za Canyon Springs High School a Martin Luther King High School a na vysoké škole za San Diego State University. V roce 2011 byl vybrán do týmu All-America a byl draftován do NBA týmem Indiana Pacers, který ho vyměnil se San Antonio Spurs za George Hilla. V první sezóně byl vybrán do NBA All-Rookie Team. V roce 2014 získal se Spurs vítězství v NBA a byl vyhlášen nejužitečnějším hráčem finálové série proti
Miami Heat. V letech 2015 a 2016 byl zvolen nejlépe bránícím hráčem NBA.
V roce 2018 přestoupil do týmu Toronto Raptors, kterému pomohl k zisku trofeje v roce 2019 (bylo to první vítězství kanadského klubu v historii NBA). Byl také vyhlášen nejužitečnějším hráčem finálové série proti Golden State Warriors. Získal cenu agentury Associated Press pro sportovce roku 2019. Po sezóně uzavřel tříletou smlouvu s Los Angeles Clippers na 103 miliony dolarů.
Zúčastnil se čtyř utkání NBA All-Star Game (2016, 2017, 2019 a 2020), v roce 2020 byl vyhlášen nejužitečnějším hráčem zápasu.
Pochází z chudých poměrů a od dětství pracoval v rodinné automyčce. Jeho otec byl v roce 2008 zastřelen neznámým útočníkem. Kawhi Leonard přitahuje pozornost médií svojí uzavřenou a skromnou povahou, neobvyklou na hvězdu profesionálního sportu (např. jezdí dvacet let starým automobilem a odmítá používat k sebeprezentaci sociální média).